# Kantsten
En kantsten markerer kanten af et område, der er hævet over vejbanen. Det hævede område kan være et fortov, en cykelsti eller en helle på midten af vejen. Formålene med kantsten er for det første at sørge for, at vejen ikke bliver oversvømmet og for det andet at sørge for, at køretøjer, der hører til på kørebanen, bliver på kørebanen. Kantsten er for det meste lavet af beton eller af tilhugget granit, men kan også være lavet af andre materialer.
I Norge anvendte man hyppigt "stabbesteiner" for at sikre de bratte steder på smalle landeveje og kongeveje i 1800-tallet. Navnet er sammensat af første led stabbe og andet led stein. Ordet stabbe er beslægtet med "stav", en afskåret del af en træstamme. I løbet af 1900-tallet blev "stabbestenene" erstattet af mere trafiksikre alternativer som autoværn, betonklodser m.m.